# Moral católica
De acordo com a Igreja Católica, a teologia moral é a parte da Teologia católica "que se ocupa do estudo sistemático dos princípios éticos da doutrina sobrenatural revelada", aplicando-os de seguida à vida quotidiana do católico e da Igreja. Esta teologia está, em parte, englobada pela teologia sistemática. Mas, apesar disso, muitas vezes ela também está associada à teologia prática .
O Evangelho e as verdades e doutrinas reveladas, estudadas pela teologia dogmática, estão essencialmente ligadas a uma ética e conduta moral. "A doutrina revelada, a rigor, é uma ética, pois apresenta, no seu conjunto, as normas exigidas para o relacionamento dos homens entre si e para com Deus" . Esta ética e moral, que "preparam-nos para sermos o tipo de pessoa que pode viver com Deus" na vida eterna, giram por isso à volta do "desafio da dádiva de si mesmo aos outros" e a Deus . Por isso, estas normas devem ser praticadas no quotidiano "como expressão da plena aceitação da mensagem evangélica" e da vontade de Deus pela humanidade . A prática desta moral católica, cuja parte fundamental e obrigatória são os Dez Mandamentos, serve para libertar o Homem da "escravidão do pecado" , que é um autêntico "abuso da liberdade" . Isto porque "só nos tornamos livres se conseguirmos ser melhores" e ser "atraídos para o bem e o belo" , visto que a bondade e as bem-aventuranças "definem o contexto para a vida moral cristã" . 
Segundo a doutrina da Igreja Católica, "a questão moral é o cerne da problemática soteriológica, pois a salvação depende da nossa conduta, após a justificação recebida com a graça do batismo". O objetivo da teologia moral "é levar as virtudes cristãs à excelência", até o fim das vidas de cada católico .

## Moralidade dos actos
Segundo a doutrina da Igreja Católica, "a moralidade dos actos humanos depende de três fontes: do objecto escolhido, ou seja, dum bem verdadeiro ou aparente; da intenção do sujeito que age, isto é, do fim que ele tem em vista ao fazer a acção; das circunstâncias da acção, onde se incluem as suas consequências". Estas circunstâncias podem anular, "atenuar ou aumentar a responsabilidade de quem age, mas não podem modificar a qualidade moral dos próprios actos, não tornam nunca boa uma acção que, em si, é má", visto que "o fim não justifica os meios". Por isso, a transgressão de uma regra moral implica a escolha do mal e por isso o cometimento de pecados .

## Moralidade das paixões
Segundo a concepção católica, as paixões são "os afectos, as emoções ou os movimentos da sensibilidade – componentes naturais da psicologia humana – que inclinam a agir ou a não agir em vista do que se percebeu como bom ou como mau. As principais são o amor e o ódio, o desejo e o medo, a alegria, a tristeza e a cólera. A paixão fundamental é o amor, provocado pela atracção do bem." .
Ainda segundo a doutrina católica, "as paixões não são nem boas nem más em si mesmas: são boas quando contribuem para uma acção boa; são más, no caso contrário." Logo, elas podem ser assumidas, guiadas e ordenadas pelas virtudes ou pervertidas e desorientadas pelos vícios .

## Dignidade, liberdade e consciência moral
Como já foi tratado nas secções "Homem, a sua Queda e o Pecado original", "Demónios e Mal" e "Justificação, Graça, Misericórdia, Mérito e Liberdade, o Homem possui dignidade, que está radicada na sua "criação à imagem e semelhança de Deus", o que implica necessariamente que o Homem possui liberdade e consciência moral. A liberdade é uma capacidade inseparável e inalienável do Homem , dado por Deus, "de agir e não agir", "de escolher entre o bem e o mal", "praticando assim por si mesmo acções deliberadas". Este poder único, que "atinge a perfeição quando é ordenada para Deus" , "torna o homem responsável pelos seus actos, na medida em que são voluntários, embora a imputabilidade e a responsabilidade de um acto possam ser diminuídas, e até anuladas, pela ignorância, a inadvertência, a violência suportada, o medo, as afeições desordenadas e os hábitos" . A "escolha do mal é um abuso da liberdade, que conduz à escravatura do pecado", porque o Homem tem uma consciência moral . 
Quando escuta esta consciência, "o homem prudente pode ouvir a voz de Deus" , que o ordena a praticar o bem e a evitar o mal, em conformidade e guiada pela razão, pela doutrina e pela Lei de Deus, especialmente pela regra de ouro e pelos mandamentos de amor . "Graças a ela, a pessoa humana percebe a qualidade moral dum acto a realizar ou já realizado, permitindo-lhe assumir a responsabilidade." . O Homem, como possui dignidade, não deve ser impedido ou obrigado "a agir contra a sua consciência" , devendo por isso "obedecer sempre ao juízo certo da sua consciência, mas esta também pode emitir juízos erróneos" . Para que isto não aconteça, é preciso rectificá-la e torná-la perfeita, para ela estar em sintonia com a vontade divina, através da educação, "da assimilação da Palavra de Deus e do ensino da Igreja". "Além disso, ajudam muito na formação moral a oração e o exame de consciência", bem como os dons do Espírito Santo e "os conselhos de pessoas sábias" .

## Lei moral

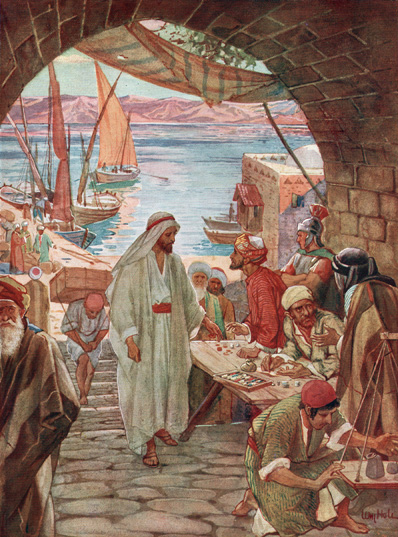
Jesus deu aos homens a Nova Lei, que é a forma perfeita da Lei de Deus. Esta Nova Lei resume-se nos famosos mandamentos de amor.

A Lei moral ou Lei de Deus, sendo uma obra divina, "prescreve-nos caminhos e normas de conduta que levam à bem-aventurança prometida, proibindo-nos os caminhos que nos desviam de Deus" . A Lei moral é percebida pelo Homem devido à sua consciência moral e à sua razão. Esta lei é constituída pela Lei natural, que está "escrita pelo Criador no coração de cada ser humano" ; pela Antiga Lei, revelada no Antigo Testamento; e pela Nova Lei, revelada no Novo Testamento por Jesus.
A Lei natural, sendo "universal e imutável", "manifesta o sentido moral originário que permite ao homem discernir, pela razão, o bem e o mal". Como todos os homens (fiéis ou infiéis) a percebam, ela é de cumprimento obrigatório , mas ela nem sempre é totalmente compreendida, devido ao pecado. Por isso, Santo Agostinho afirma que "Deus «escreveu nas tábuas da Lei o que os homens não conseguiam ler nos seus corações»" , dando assim origem à Antiga Lei, que "é o primeiro estádio da Lei revelada". Resumida nos Dez Mandamentos, ela "exprime muitas verdades que são naturalmente acessíveis à razão", coloca "os alicerces da vocação do homem, proíbe o que é contrário ao amor de Deus e do próximo e prescreve o que lhe é essencial" . 
A Antiga Lei, sendo ainda imperfeita, "prepara e dispõe à conversão e ao acolhimento do Evangelho"  e da Nova Lei, que é a "perfeição e cumprimento", mas não a substituição, da Lei natural e da Antiga Lei . Esta Nova Lei ou Lei evangélica "encontra-se em toda a vida e pregação de Cristo e na catequese moral dos Apóstolos", sendo o Sermão da Montanha "a sua principal expressão" . Esta Lei já perfeita e plenamente revelada "resume-se no mandamento do amor a Deus e ao próximo", e é considerada por São Tomás de Aquino como «a própria graça do Espírito Santo, dada aos crentes em Cristo» . 

### Dez Mandamentos

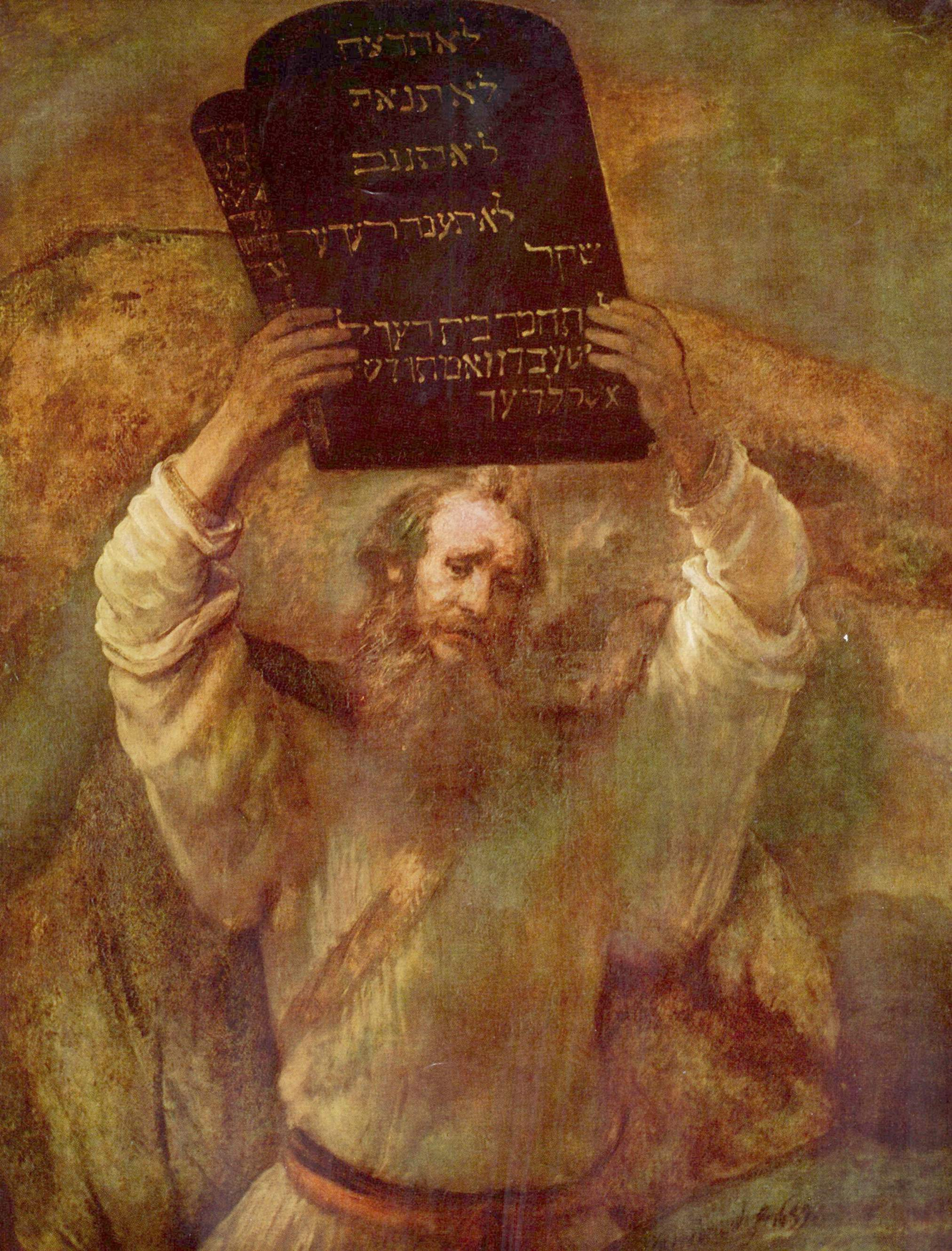
Moisés, grande profeta do Antigo Testamento, traz os Dez Mandamentos ao Povo de Deus.

Como os Dez Mandamentos (ou Decálogo) é a síntese da Lei de Deus (e não só da Antiga Lei) e a base mínima e fundamental da moral católica, a Igreja insiste aos seus fiéis o cumprimento obrigatório destas regras , que já tinham sido reveladas no Antigo Testamento. Aliás, segundo as próprias palavras de Jesus, é necessário observá-los para "entrar na vida eterna" (Mt 19,16-21) , além de ser necessário para o "o povo mostrar a sua pertença a Deus e responder com gratidão à sua iniciativa de amor" . Estes mandamentos, que "enuncia deveres fundamentais do homem para com Deus e para com o próximo" , dão a conhecer também a vontade divina e, ao todo, são dez:
- 1º - Amar a Deus sobre todas as coisas.
- 2º - Não invocar o Santo Nome de Deus em vão.
- 3º - Guardar domingos e festas de guarda.
- 4º - Honrar pai e mãe (e os outros legítimos superiores).
- 5º - Não matar (nem causar outro dano, no corpo ou na alma, a si mesmo ou ao próximo).
- 6º - Guardar castidade nas palavras e nas obras.
- 7º - Não furtar (nem injustamente reter ou danificar os bens do próximo).
- 8º - Não levantar falsos testemunhos.
- 9º - Guardar castidade nos pensamentos e nos desejos.
- 10º- Não cobiçar as coisas alheias.

Segundo a doutrina católica sobre os Dez Mandamentos, esses mandamentos podem ser resumidos em apenas dois, que são: "amar a Deus sobre todas as coisas"; e "amar ao próximo como a nós mesmos". A transgressão de um mandamento infrige todo o Decálogo, porque é um "conjunto orgânico e indissociável" .

## Virtude
A virtude, que se opõe ao pecado, é uma qualidade moral, "uma disposição habitual e firme para fazer o bem", sendo "o fim de uma vida virtuosa tornar-se semelhante a Deus" . Segundo a Igreja Católica, existe uma grande variedade de virtudes que derivam da razão e da fé humanas. Estas, que se chamam virtudes humanas, regulam os actos, as paixões e a conduta moral humanas , sendo as mais importantes as virtudes cardinais, que são quatro : 
- a Prudência, que "dispõe a razão para discernir em todas as circunstâncias o verdadeiro bem e a escolher os justos meios para o atingir" [32].
- a Justiça, que é uma "constante e firme vontade de dar aos outros o que lhes é devido" [33].
- a Fortaleza que "assegura a firmeza nas dificuldades e a constância na procura do bem" [34].
- a Temperança que "modera a atracção dos prazeres, assegura o domínio da vontade sobre os instintos e proporciona o equilíbrio no uso dos bens criados" [35].

Mas, para que as virtudes humanas se atinjam a sua plenitude, elas têm que ser vivificadas e animadas pelas virtudes teologais, que têm "como origem, motivo e objecto imediato o próprio Deus". Elas são infundidas no homem com a graça santificante e tornam os homens capazes de viver em relação com a Santíssima Trindade . As virtudes teologais são três: 
- Fé: por causa dela, o homem acredita e "entrega-se a Deus livremente. Por isso, o crente procura conhecer e fazer a vontade de Deus" [37].
- Esperança: por meio dela, os crentes esperam a vida eterna e o Reino de Deus, colocando a sua confiança perseverante nas promessas de Cristo [38].
- Caridade (ou Amor): através dela, "amamos a Deus sobre todas as coisas e ao próximo como a nós mesmos por amor de Deus. Jesus faz dela o mandamento novo, a plenitude da Lei", sendo por isso «o vínculo da perfeição» (Col 3,14) [39]. O Amor é também visto como uma "dádiva de si mesmo" e "o oposto de usar" (ver subsecção Amor, Sexualidade e Castidade) [40].

## Pecado

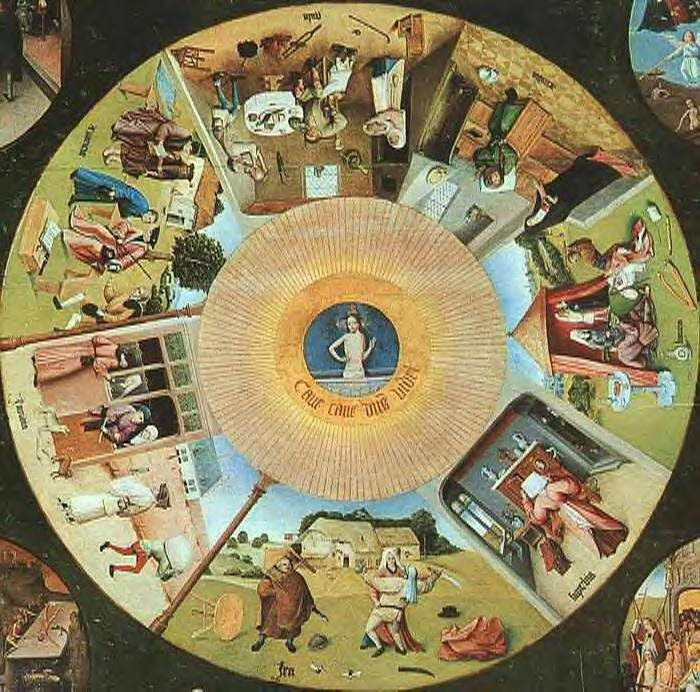
Representação dos sete pecados capitais por Hieronymus Bosch.

Segundo santo Agostinho de Hipona, o pecado "é «uma palavra, um acto ou um desejo contrários à Lei eterna»", causando por isso ofensa a Deus e ao seu amor. Logo, este acto do mal fere a natureza e a solidariedade humanas. "Cristo, na sua morte na cruz, revela plenamente a gravidade do pecado e vence-o com a sua misericórdia" . Há uma grande variedade de pecados, distinguindo-lhes "segundo o seu objecto, ou segundo as virtudes ou os mandamentos a que se opõem. Podem ser directamente contra Deus, contra o próximo e contra nós mesmos. Podemos ainda distinguir entre pecados por pensamentos, por palavras, por acções e por omissões" .
A repetição de pecados gera vícios, que "'são hábitos perversos que obscurecem a consciência e inclinam ao mal. Os vícios podem estar ligados aos chamados sete pecados capitais, que são: soberba, avareza, inveja, ira, luxúria, gula e preguiça ou negligência" . A Igreja ensina também que temos responsabilidade "nos pecados cometidos por outros, quando culpavelmente neles cooperamos" . 
Quanto à sua gravidade, os pecados cometidos pela humanidade podem ser divididos em: 
- pecados mortais, que são cometidos quando "há matéria grave [...] e deliberado consentimento". Ao afastarem o Homem da caridade e da graça santificante, eles "conduz-nos à morte eterna do Inferno, se deles não nos arrependermos" sinceramente [45];
- pecados veniais, que são cometidos "sem pleno consentimento" ou "se trata de matéria leve". Eles, apesar de afectar o nosso caminho de santificação, merece apenas "penas purificatórias temporais", nomeadamente no Purgatório [46].

Todos estes pecados pessoais devem-se ao enfraquecimento da natureza humana, que passou a ficar "submetida à ignorância, ao sofrimento, ao poder da morte, e inclinada ao pecado". Isto é causada pelo pecado original (veja a subsecção Homem, a sua Queda e o Pecado original), que é transmitido a todos os homens, sem culpa própria, devido à sua unidade de origem, que é Adão e Eva. Eles desobedeceram à Palavra de Deus no início do mundo, originando este pecado, que, felizmente, pode ser actualmente perdoado (mas não eliminado) pelo Baptismo. 

### Perdão e indulgências

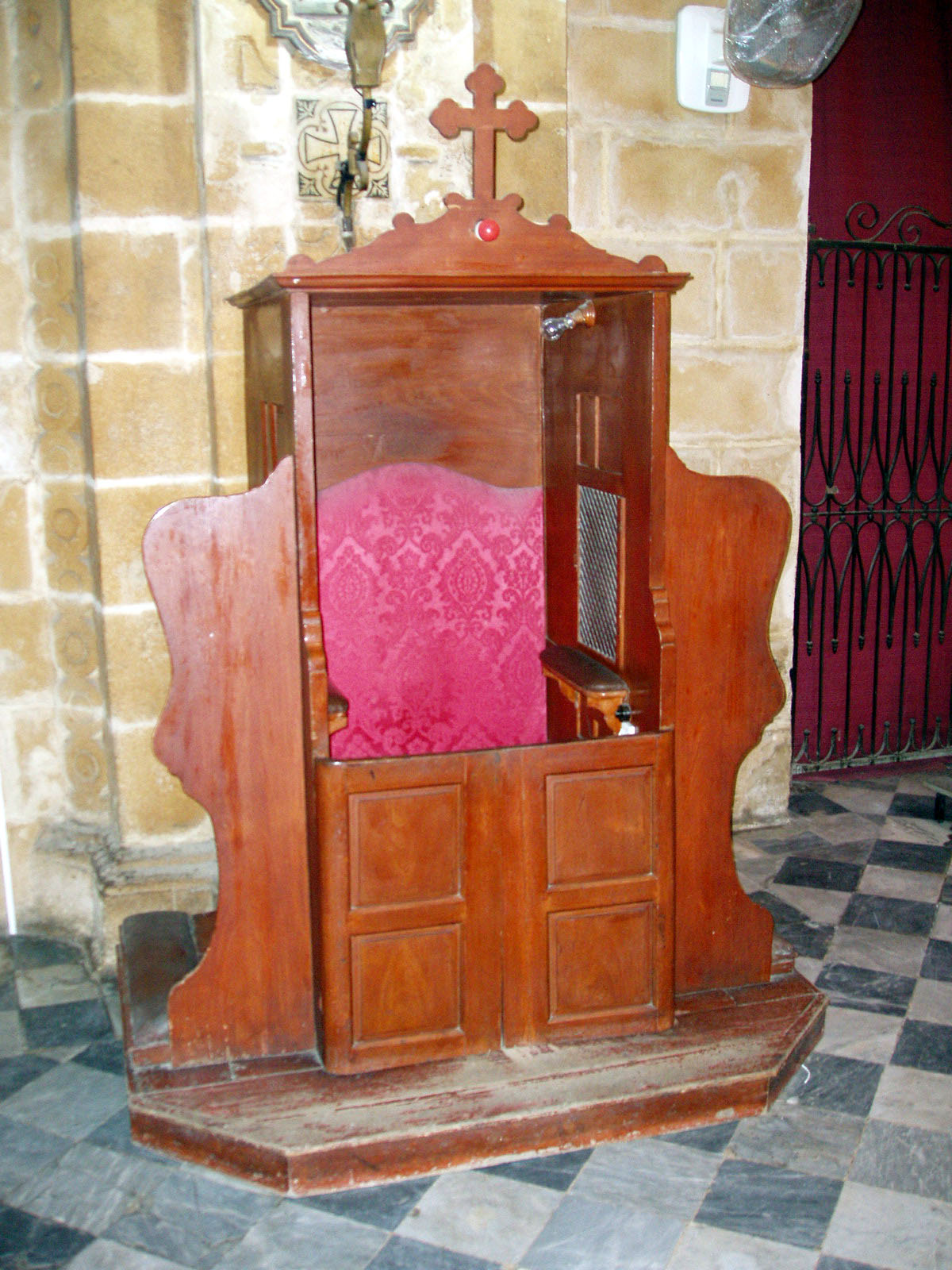
Um confessionário.

Porém, como o amor de Deus é infinito e como Jesus já se sacrificou na cruz, todos os homens, católicos ou não, podem ser perdoados por Deus a qualquer momento, desde que eles se arrependam de um modo livre e sincero e se comprometam em fazer os possíveis para perdoar os seus inimigos . Este perdão tão necessário pode ser concedido por Deus sacramentalmente e por meio da Igreja, pela primeira vez, através do Baptismo e depois, ordinariamente, através da Reconciliação . 
Mas, Deus também pode conceder este perdão através de muitas maneiras diferentes (ou até mesmo directamente), para todos aqueles que se arrependeram (incluindo os não católicos) . Mas, o perdão divino não significa a eliminação das penas temporais, ou seja, do mal causado como consequência dos pecados cuja culpa já está perdoada. Neste caso, para as eliminar, é necessário obter indulgências e praticar boas obras durante a vida terrena ou ainda, depois de morrer, uma purificação da alma no Purgatório, com a finalidade de entrar puro e santo no Céu .

## Amor, sexualidade e castidade

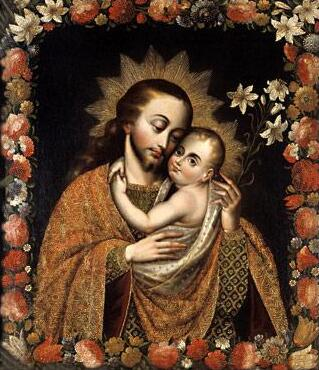
São José, o pai adoptivo de Jesus, é considerado como um grande modelo de castidade.

Em relação à sexualidade, a Igreja Católica convida todos os seus fiéis a viverem na castidade, que é uma "virtude moral e um dom de Deus"  que permite a "integração positiva da sexualidade na pessoa" . Esta integração tem por objectivo tornar possível "a unidade interior do homem no seu ser corporal e espiritual" , supondo por isso de "uma aprendizagem do domínio de si, que é uma pedagogia da liberdade humana. A alternativa é clara: ou o homem comanda as suas paixões e alcança a paz, ou se deixa dominar por elas e torna-se infeliz" . "A virtude da castidade gira na órbita da virtude cardinal da temperança" .
Logo, "todo o baptizado é chamado à castidade"  porque a sexualidade só se "torna pessoal e verdadeiramente humana quando integrada na relação de pessoa a pessoa, no dom mútuo total e temporalmente ilimitado, do homem e da mulher" , ambos unidos pelo sacramento do Sagrado Matrimónio (que é indissolúvel) . Por isso, os actos sexuais só podem "ter lugar exclusivamente no Matrimónio; fora dele constituem sempre um pecado grave" . Por estas razões, o sexo pré-marital , "o adultério, a masturbação, a fornicação, a pornografia, a prostituição, o estupro" e os actos sexuais entre homossexuais são condenados pela Igreja como sendo "expressões do vício da luxúria" . 
Para a Igreja, o Amor é uma virtude teologal , uma "dádiva de si mesmo" e "é o oposto de usar"  e de afirmar-se a si mesmo . Aplicado nas relações conjugais humanas, o Amor verdadeiramente vivido e plenamente realizado é uma "comunhão de entrega e receptividade" , de "dádiva mútua do eu e [...] de afirmação mútua da dignidade de cada parceiro". Esta comunhão "do homem e da mulher"  é "um ícone da vida do próprio Deus"  e "leva não apenas à satisfação, mas à santidade" . Este tipo de relação conjugal proposto pela Igreja "exige permanência e compromisso", que só pode ser autenticamente vivido "no seio dos laços do Matrimónio" .

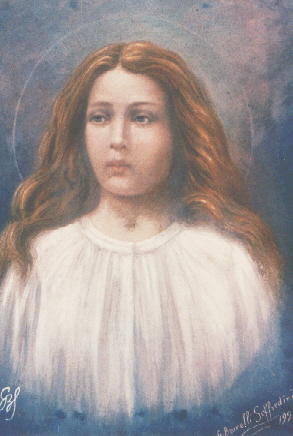
Santa Maria Goretti (1890-1902), uma virgem que, tal como os inúmeros santos, viveu rigorosamente e à sua maneira a castidade cristã.

Por esta razão, a sexualidade não exerce só a função de procriar, mas também um papel importante na vida íntima conjugal. Usando as palavras do Catecismo da Igreja Católica, a sexualidade, que "é fonte de alegria e de prazer" , "ordena-se para o amor conjugal do homem e da mulher"  e para "a transmissão da vida" . A sexualidade (e o sexo) é também considerada como a grande expressão "humana e totalmente humanizada" do Amor recíproco, que é assente na "dádiva de si mesmo", "no encontro de duas liberdades em entrega e receptividade mútuas", onde o homem e a mulher se unem e se complementam . Este verdadeiro e íntegro amor conjugal, onde a relação sexual é vivida honesta e dignamente, só é possível graças à castidade conjugal . Esta virtude permite uma vivência conjugal perfeita assente "na fidelidade e na fecundidade" matrimoniais .
Para além da castidade conjugal (que não implica a abstinência sexual dos casados), existem ainda diversos regimes de castidade: a virgindade ou o celibato consagrado (para, como por exemplo, os religiosos, as pessoas consagradas e os clérigos), e "a castidade na continência" ou abstinência (para os não casados) .

### Preservativos e DSTs
Segundo a doutrina católica, o uso atual e indiscriminado de preservativos incentiva um estilo de vida sexual imoral, promíscuo, irresponsável e banalizado, onde o corpo é usado como um fim em si mesmo e o parceiro(a) é reduzido(a) a um simples objeto de prazer. Esse tipo de vida sexual é fortemente condenado pela Igreja Católica. Em relação ao uso do preservativo como um método contraceptivo, a Igreja Católica condena também expressamente o seu uso..
O Papa Bento XVI reafirmou, durante a sua visita aos Camarões e à Angola (17 de Março a 23 de Março de 2009), que somente a distribuição de preservativos não ajuda a controlar o problema da SIDA, mas, pelo contrário, contribuiria para "piorar a situação". Tais declarações desencadearam uma tempestade de críticas e condenações por parte de governos e das ONGs. O director executivo do Fundo Mundial de Luta contra a SIDA, a tuberculose e o paludismo, Michael Kazatchine, pediu a Bento XVI que retirasse as suas declarações "inaceitáveis". 
Contudo, em 2010, o Papa Bento XVI afirmou, de forma coloquial e não oficial, que o uso do preservativo pode ser justificável em alguns casos pontuais para diminuir o risco de contágio às doenças sexualmente transmissíveis (DSTs), "como por exemplo a utilização do preservativo por um(a) prostituto(a)". Porém, o Papa defendeu que o preservativo só deve ser entendido como uma alternativa quando a abstinência e a fidelidade conjugal não resultarem. Para o Papa, "a mera fixação no preservativo significa uma banalização da sexualidade", por isso ele reafirma que o uso de preservativos não é "a forma apropriada para controlar o mal causado pela infecção por HIV" e não é "uma solução verdadeira e moral". Segundo a doutrina católica, a fidelidade no casamento, o amor recíproco, a castidade e a abstinência são os melhores meios de combater as DSTs. 

### Homossexualidade
Os actos sexuais entre pessoas com tendências homossexuais são considerados moralmente errados porque "violam a iconografia de diferenciação e complementariedade sexuais [a união homem-mulher], que tornam o amor sexual possível como acto de entrega e reciprocidade mútuas, e porque são, de natureza, incapazes de gerar vida" . Entretanto, para a Igreja, ter tendências homossexuais não é considerado um pecado, mas apenas uma "provação" proveniente de uma tendência desordenada. O pecado está em ceder a essas tendências e adoptá-las na prática . Na mesma linha de pensamento, a Igreja repudia qualquer reconhecimento legal das uniões entre pessoas do mesmo sexo .
Mas a Igreja Católica não discrimina injustamente os homossexuais. Na verdade, aconselha seus fiéis respeitarem sempre as pessoas, e pretende ajudá-los antes de tudo a viver na castidade e "na integridade do amor na entrega de si mesmos e para evitarem actos sexuais que são, pela natureza, moralmente desordenados, porque são actos de afirmação de si mesmo e não dádiva de si mesmo" . A Igreja ainda convida os homossexuais a "aproximarem-se, gradual e resolutamente, da perfeição cristã", através do oferecimento das suas dificuldades e sofrimentos como um sacrifício para Deus, das "virtudes do autodomínio [...], do apoio duma amizade desinteressada, da oração e da graça sacramental" .

## Vida, planejamento familiar e contracepção

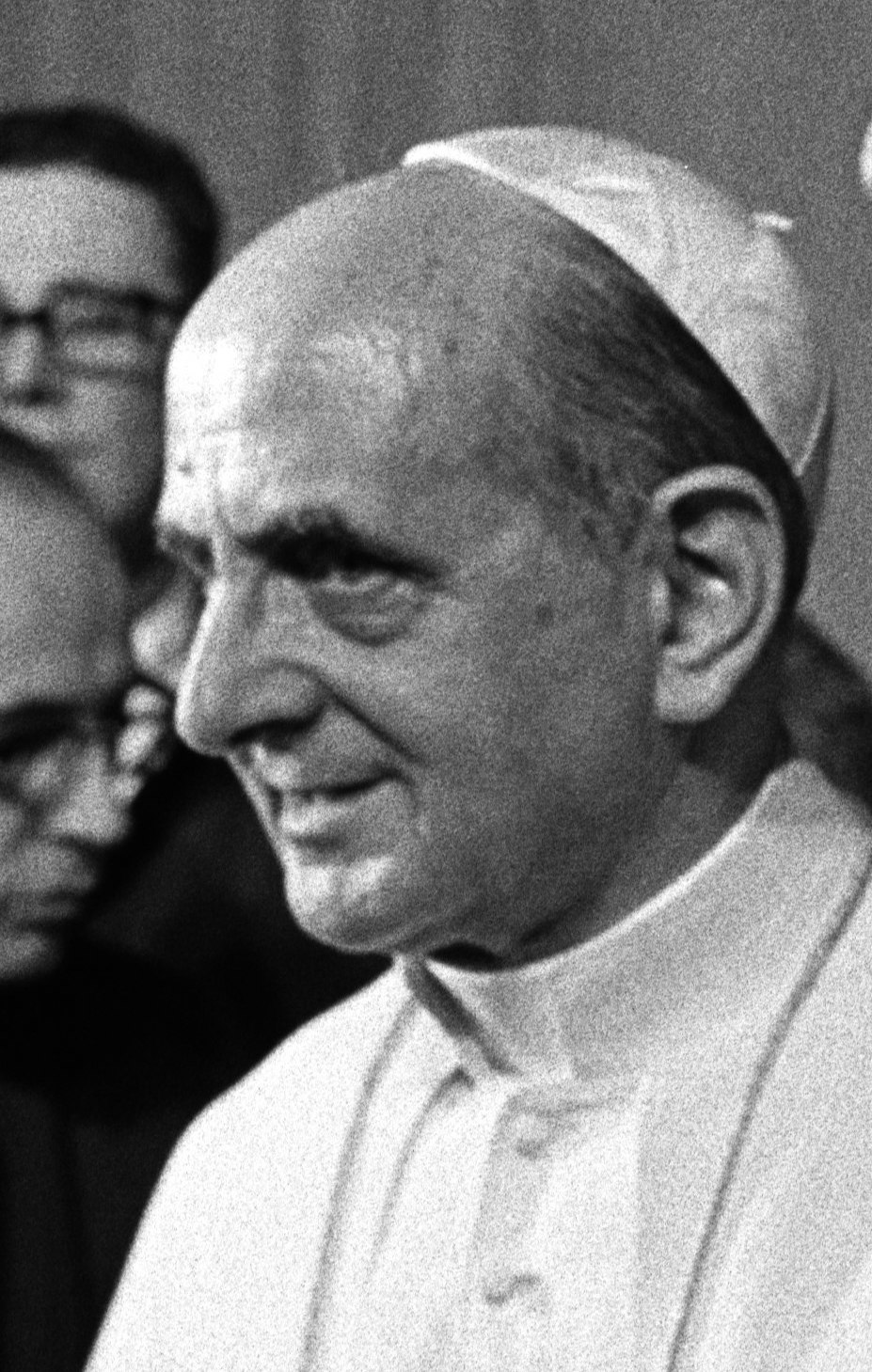
Papa Paulo VI, autor da encíclica Humanae Vitae (1968), que trata de várias questões sobre a transmissão da vida (ex: a procriação e a regulação de natalidade).

A Igreja Católica considera a Vida humana como "sagrada" e como uma das maiores dádivas e criações divinas (logo, é um valor absoluto e inalienável) , por isso condena, entre outras práticas, a violência , o homicídio, o suicídio, o aborto induzido, a eutanásia , a clonagem humana (seja ela reprodutiva ou terapêutica)  e as pesquisas ou práticas científicas que usam células-tronco extraídas do "embrião humano vivo" (o que provocam a morte do embrião) . Para a Igreja, a Vida humana deve ser gerada naturalmente pelo sexo conjugal  e tem início na fecundação (ou "concepção") e o seu fim na morte natural  . Segundo esta lógica, a reprodução medicamente assistida é também considerada imoral porque "dissocia a procriação" do acto sexual conjugal, "instaurando assim um domínio da técnica sobre a origem e o destino da pessoa humana" .
Quanto à regulação dos nascimentos, a Igreja defende-a como uma expressão e "componente da paternidade e maternidade responsáveis" à construção prudente de famílias, desde que não seja realizada com base no egoísmo ou em "imposições externas" . Mas, esta regulação só pode ser feita através do planeamento familiar natural, que utiliza métodos naturais como a continência periódica e o recurso aos períodos infecundos . A pílula, a esterilização directa, o preservativo e outros métodos de contracepção são expressamente condenados . 
A Igreja ensina inclusivamente que os métodos naturais são formas mais humanistas e responsáveis de viver a responsabilidade procriadora porque, quando usados correctamente, aumentam e fortalecem a comunicação e o amor entre os cônjuges; promovem o auto-conhecimento do corpo; nunca tem efeitos colaterais no organismo; e promovem a ideia de que a fertilidade é uma riqueza e dádiva divina que pode e deve ser utilizada em momento oportuno .